# Корси, Якопо
Якопо Корси (итал. Jacopo Corsi; 17 июля 1561 года — 29 декабря 1602 года) — флорентийский композитор, дворянин, покровитель искусств, один из основоположников жанра оперы. Дом Корси служил местом встреч Флорентийской камераты — общества композиторов и учёных, среди которых были Винченцо Галилеи, Якопо Пери, Джулио Каччини, а также любых сторонников «либеральных искусств». Корси также непосредственно участвовал в создании музыкальных произведений, в том числе написал арию к первой опере «Дафна», которую затем использовал Пери. В 1598 году в доме Корси состоялось первое представление «Дафны».